# Kompolt
Kompolt je vas na Madžarskem, ki upravno spada pod podregijo Füzesabonyi Županije Heves.